# Егоров, Дмитрий Владимирович
Дмитрий Владимирович Егоров (драматургический псевдоним — Данила Привалов; род. 9 июня 1980, Ленинград) — российский театральный режиссёр и драматург.

## Биография
Дмитрий Егоров родился 9 июня 1980 года в Ленинграде. Сын театрального критика Марины Дмитревской и театрального режиссёра Владимира Егорова.
Учился в Санкт-Петербургской академии театрального искусства (СПбГАТИ) на театроведческом факультете (образование не окончил, проучился 3 курса), затем на факультете драматического искусства (2000—2005, мастерская Г. М. Козлова). Институт закончил с двумя дипломами по специальностям "Режиссура драмы" и "Актер драматического театра и кино"
С 2011 по 2013 г.г. — главный режиссёр петербургского «Этюд-театра», в 2013—2014 гг. — главный режиссёр Молодёжного театра Алтая.

## Творчество

### Пьесы
«Пять-Двадцать пять» — 2003 г. — поставлена в Тюмени, Москве, Саратове, Санкт-Петербурге (дважды), Екатеринбурге (дважды), Казани, Таллине (Эстония), Челябинске, Благовещенске, Чебоксарах, Самаре, Воронеже, Ельце, Владивостоке, Уссурийске, Таганроге. Дважды переведена на английский язык. Переведена на французский язык. Опубликована в журнале «Theatre» (США, 2006 г.)
«Люди древнейших профессий» — 2003 г. — поставлена в Казани, Москве, Петербурге (дважды), Вильнюсе (Литва), Польше, Болгарии. Пьеса — победитель в номинации «Большая пьеса» Конкурса молодых драматургов, Петербург, 2003 г. Переведена на литовский, польский и болгарский языки.
«Декабристы, или в поисках Шамбалы» — 2004 г. — поставлена в Петербурге и Челябинске.
«Прекрасное Далёко» — 2006 г. Поставлена в Барнауле, Якутске, Омске, Петербурге (дважды), Йошкар-Оле, Южно-Сахалинске, Новосибирске, Челябинске, Москве, Новошахтинске, Семипалатинске, Владикавказе, Тобольске, Нальчике, Братске, Караганде. Переведена на немецкий, болгарский и японский языки.
«Чёрная» — 2010 г. Нигде не поставлена.
В 2006 году издана книга Данилы Привалова «Люди древнейших профессий и другие пьесы»

### Режиссура
- 2005 — «Облом OFF» Михаила Угарова, Санкт-Петербург, Учебный театр СПбГАТИ.
- 2005 — «Дульсинея Тобосская» Александра Володина, Екатеринбург, Театр юного зрителя.
- 2006 — «Ангелова кукла» Эдуарда Кочергина, Тбилиси, Русский театр им. А. С. Грибоедова
- 2006 — «Bella чао!» («Люди древнейших профессий») Данилы Привалова, Санкт-Петербург, АБДТ им. Г. А. Товстоногова.
- 2007 — «Ангелова кукла» Эдуарда Кочергина, Санкт-Петербург, АБДТ им. Г. А. Товстоногова.
- 2007 — «Прекрасное Далёко» Данилы Привалова, Барнаул, Алтайский государственный театр для детей и молодёжи[3]
- 2007 — «Белоснежка» Олега Лоевского и Леонида Порохни, Барнаул, Алтайский краевой театр драмы им. В. М. Шукшина
- 2008 — «Ель» (по мотивам сказок Г.-Х. Андерсена), в соавторстве с Екатериной Гороховской, Санкт-Петербург, Центр «МИГ» и театр им. Ленсовета.
- 2009 — «Наташина мечта» Ярославы Пулинович, Саратов, ТЮЗ им. Ю. П. Киселева (Гран-при фестиваля «Я-мал, привет!», г. Новый Уренгой, 2010 г.)
- 2009 — «Прощание славянки» по роману Виктора Астафьева «Прокляты и убиты», Барнаул, Алтайский государственный театр для детей и молодёжи (приз «Надежда сцены» фестиваля «Ново-сибирский транзит» (Новосибирск, 2010 г.) участникам спектакля — студентам Алтайской академии искусств и культуры: Юрию Беляеву, Артему Березикову, Семену Ваулину, Дмитрию Гомзякову, Александру Ковалю, Алексею Межову, Евгению Нестерову, Михаилу Перевалову, Дмитрию Плеханову, Александру Савину, Кириллу Фрицу, Владимиру Хворонову, Юлии Алымовой, Татьяне Данильченко, Ольге Одуевой, Оксане Поносовой, Юлии Пошелюжной, Марии Сазоновой, Ольге Ульяновской).
- 2009 — «Экспонаты» Вячеслава Дурненкова, Омск, Омский Академический театр Драмы.
- 2010 — «Остров Рикоту» Натальи Мошиной, Южно-Сахалинск, Сахалинский международный театральный центр им. А. П. Чехова.
- 2010 — «У ковчега в восемь» («Божьи твари») Ульриха Хуба, Барнаул, Алтайский государственный театр для детей и молодёжи.
- 2010 — «Убийца» Александра Молчанова, Москва, Московский Театр Юного Зрителя. (Номинант фестиваля "Золотая маска" в номинациях "Лучший спектакль Малой формы", "Лучшая работа режиссера")
- 2011 — «Наташины мечты» Ярославы Пулинович, Санкт-Петербург, Петербургский «Этюд-театр».
- 2011 — «Безрукий из Спокана» Мартина МакДонаха, Омск, Омский Академический театр Драмы.
- 2011 — «История города Глупова» по произведениям М. Е. Салтыкова-Щедрина, Новосибирск, Новосибирский Государственный Академический Театр Драмы «Красный Факел». («Лучший спектакль большой формы» на фестивале «Ново-сибирский транзит» (Новосибирск, 2012 г.)
- 2012 — «Развалины» Юрия Клавдиева, Санкт-Петербург, Петербургский «Этюд-театр» совместно с Лабораторией «ON.Театр».
- 2012 — «С любимыми не расставайтесь» Александра Володина, Барнаул, Алтайский государственный театр для детей и молодёжи.
- 2013 — «Леди Макбет Мценского уезда» по прозе Н.Лескова и В.Дорошевича, Санкт-Петербург, «Приют Комедианта» совместно с «Этюд-театром».
- 2013 — «Невский проспект» (совместно с Владимиром Антиповым, Александром Артемовым, Алексеем Забегиным, Валерием Фокиным и Дмитрием Юшковым). Санкт-Петербург, Александринский театр.
- 2013 — «Поток», Барнаул, Алтайский государственный театр для детей и молодёжи им. В. С. Золотухина.
- 2014 — «Маленький принц» Антуана де Сент-Экзюпери, Барнаул, Алтайский государственный театр для детей и молодёжи им. В. С. Золотухина
- 2014 — «Довлатов. Анекдоты» по произведениям Сергея Довлатова, Новосибирск, Новосибирский Государственный Академический театр Драмы «Красный Факел» (приз «За лучшую мужскую роль» фестиваля «Ново-сибирский транзит» - Павел Поляков (Новосибирск, 2016 г.)
- 2015 — «Песни о Родине» (совместно с Алексеем Крикливым и Павлом Южаковым), Новосибирск, продюсерский центр «Гамма» (приз «За лучшую женскую роль второго плана» фестиваля «Ново-сибирский транзит» - Дарья Зырянова (Новосибирск, 2016 г.)
- 2015 — «Победители» по произведениям Светланы Алексиевич, Томск, Томский областной Театр Юного Зрителя (приз «За лучший ансамбль» фестиваля «Ново-сибирский транзит» (Новосибирск, 2016 г.)
- 2015 — «Прекрасное Далеко» Данилы Привалова, Северная Осетия, Владикавказ, Русский драматический театр им. Е.Вахтангова
- 2015 — «Ак и человечество» Ефима Зозули, Воронеж, Камерный театр (Номинант фестиваля "Золотая маска" в номинациях "Лучший спектакль Малой формы", "Лучшая работа режиссера", "Лучшая работа художника по костюмам", "Лучшая женская роль второго плана").
- 2015 — «Молодая гвардия» (совместно с Максимом Диденко), Санкт-Петербург, театр «Мастерская». (Номинант фестиваля "Золотая маска" в номинациях "Эксперимент", "Лучшая мужская роль второго плана")
- 2016 — «Личная жизнь» Михаила Зощенко, Ижевск, Русский драматический театр
- 2016 — «Последние свидетели» Светланы Алексиевич, Москва, Театр на Таганке
- 2016 — «НЕтрезвая жизнь», Новосибирск, Новосибирский Государственный Академический театр Драмы «Красный Факел»
- 2016 — «ПослеЗавтра» Рэя Брэдбери, Новосибирск, Новосибирский Академический Молодежный театр «Глобус».
- 2017 — «Полный Шекспир», Красноярск, Театр на крыше.
- 2017 — «Я.ДРУГОЙ.ТАКОЙ.СТРАНЫ» Дмитрия Александровича Пригова, Красноярск, Красноярский театр драмы им. А.С.Пушкина (Номинант фестиваля "Золотая маска" в номинациях "Лучший спектакль Большой формы", "Лучшая работа режиссера", "Лучшая работа художника по костюмам", "Лучшая женская роль второго плана", "Лучшая мужская роль второго плана").
- 2017 — «Крестьяне о писателях» Адриана Топорова, Томск, Томский областной Театр Юного Зрителя.
- 2018  — «Время секонд-хэнд» Светланы Алексиевич, Омск, Омский Академический театр Драмы. (Номинант фестиваля "Золотая маска" в номинациях "Лучший спектакль Большой формы", "Лучшая работа режиссера", "Лучшая женская роль второго плана". Победитель фестиваля "Золотая маска" в номинации "Лучшая женская роль второго плана" - Валерия Прокоп)
- 2018 — «TRANSIIT.PEATAGE MUUSIKA» (ТРАНЗИТ.ОСТАНОВИТЕ МУЗЫКУ), Таллинн, R.A.A.A.M.
- 2019 — «Я умер от варенья» Олега Григорьева, Краснодар, "Один театр".
- 2019 — «Республика ШКИД» Григория Белых и Л.Пантелеева, Екатеринбург, Свердловский академический театр драмы.
- 2019 — «Витамин роста» Олега Григорьева, Краснодар, "Один театр".
- 2020 — «Чернобыльская молитва» Светланы Алексиевич, Воронеж, Никитинский театр  (Номинант фестиваля "Золотая маска" в номинациях "Лучший спектакль Малой формы", "Лучшая работа режиссера", "Лучшая работа сценографа")
- 2020 — «Дело» Александра Сухово-Кобылина и Светланы Баженовой, Новосибирск, Новосибирский Государственный Академический театр Драмы «Красный Факел». Вторая часть трилогии «Картины прошедшего». (Номинант фестиваля "Золотая маска" в номинациях "Лучший спектакль Большой формы", "Лучшая работа режиссера", "Лучшая работа сценографа", "Лучшая мужская роль", "Лучшая мужская роль второго плана")
- 2021 — «Жизель Ботаническая» Эдуарда Кочергина, Стерлитамак, Государственный русский драматический театр
- 2021 — «Ксения Петербургская» Вадима Леванова, Великие Луки, Великолукский драматический театр
- 2021 — «Keegi KGBst» Данилы Привалова, Александра Шпилевого, Андреса Попова и Дана Ершова, Таллин, Vaba Lava и ERM
- 2022 — «Свадьба Кречинского», Александра Сухово-Кобылина, Новосибирск, Новосибирский Государственный Академический театр Драмы «Красный Факел». Первая часть трилогии «Картины прошедшего».
- 2022 — «КЯППК» ("Как я простил прапорщика Кувшинова") Ивана Антонова, Волгоград, Новый экспериментальный театр
- 2022 — «Записки из мёртвого дома» Федора Достоевского, Краснодар, Краснодарский академический театр драмы им.Горького
- 2022 — «Шварц, человек, тень» Маргариты Кадацкой по дневникам и пьесам Евгения Шварца, Казань, Казанский театр юного зрителя
- 2022 — «Идите и показывайте» Алексея Житковского, Санкт-Петербург, Театр на Литейном
- 2023 — «Смерть Тарелкина», Александра Сухово-Кобылина и Светланы Баженовой, Новосибирск, Новосибирский Государственный Академический театр Драмы «Красный Факел». Третья часть трилогии «Картины прошедшего».
- 2023 — «Сияние» Лары Бессмертной, Волгоград, Новый экспериментальный театр
- 2023 — «Возвращение» Андрея Платонова. Ростов-на-Дону, Ростовский молодежный театр
- 2023 — «Анна Каренина» Льва Толстого и Ярославы Пулинович, Краснодар, Краснодарский академический театр драмы им.Горького
- 2024 — «Шпаликов. Долгая счастливая жизнь» Лары Бессмертной, Санкт-Петербург, Театр на Литейном
- 2024 —  "Сказка о царе Салтане" Александра Пушкина, Краснодар, Краснодарский академический театр драмы им.Горького
- 2025 — "Чиж и Ёж" Самуила Маршака, Даниила Хармса, Корнея Чуковского, Евгения Шварца, Агнии Барто, Николая Олейникова, Александра Введенского, Николая Заболоцкого, Льва Квитко, Юрия Владимирова, Юры Капралова, Л.Купцовой, Москва, МТЮЗ

Режиссёр более чем 50 читок и эскизов современной драматургии на различных фестивалях и лабораториях.
Автор музыкального оформления более чем 30 спектаклей.

## Признание и награды
- Первое место на Конкурсе молодых драматургов (Санкт-Петербург, 2003) за пьесу «Люди древнейших профессий».
- Диплом за режиссуру на фестивале «Сибирский транзит» (Барнаул, 2008) за спектакль «Прекрасное Далёко».
- «Лучшая работа режиссёра» на фестивале «Ново-сибирский транзит» (Новосибирск, 2010 г.) за спектакль «Экспонаты».
- В 2010 году награждён молодёжной премией «Триумф»[4] за спектакль "Убийца".
- "Audience Award" фестиваля "Neue Stucke aus Europa" (Wiesbaden, 2012) за спектакль "Убийца".
- Премия «Парадиз» за лучшую работу режиссёра на большой сцене (Новосибирск, 2012 г.) за спектакль "История города Глупова".
- Премия "Прорыв" за лучшую работу режиссера (Санкт-Петербург, 2017 г.) за спектакль "Молодая гвардия".
- Премия фестиваля "Театральная весна" за лучшую работу режиссера (Красноярск, 2018 г.) за спектакль "Я.ДРУГОЙ.ТАКОЙ.СТРАНЫ")